# Aided Oenfir Aífe
Aided Oenfir Aífe ['aðʴeð 'oinirʴ 'aifʴe] („Der Tod von Aífes einzigem Sohn“) ist der Name einer Erzählung aus dem Ulster-Zyklus der Irischen Mythologie. Die älteste Version ist im Leabhar Buidhe Lecain („Das Gelbe Buch von Lecan“) aus dem 14. Jahrhundert enthalten.

## Inhalt
In der Erzählung Tochmarc Emire („Die Werbung um Emer“) wird berichtet, wie Cú Chulainn als eine der Aufgaben, die er zur Erringung Emers erfüllen muss, einen Zweikampf mit Aoife gewinnt. Er zeugt mit ihr einen Sohn, dem er drei gesa (Tabus) auferlegt: Niemals durch einen Einzelnen vom Weg abgebracht zu werden, niemals einem Einzelnen seinen Namen zu verraten und niemals einen Zweikampf zu verweigern. Auch lässt er ihm seinen Ring zurück, um ihn später daran zu erkennen.
Sieben Jahre später kommt dieser Sohn, Connla, mit seinem Boot nach Ulster. Dieses Boot und sein Lenker beeindrucken und erschrecken die Ulter zugleich, es ist aus Bronze und der Knabe führt goldene Ruder. Bevor er landet, zeigt er einige Kunststücke mit Schleudersteinen. Der König Conchobar mac Nessa sendet Conall Cernach zum Strand, um Näheres zu erfahren. Diesem gelingt es aber nicht, den Knaben zu überwältigen, sondern er wird sogar von ihm mit den Schleudersteinen betäubt, gefesselt und mit Schimpf zurückgeschickt. Nun wird Cú Chulainn ausgesandt, obwohl Emer vergeblich versucht, ihn abzuhalten, denn unbewusst erahnt sie die Herkunft des Ankömmlings. Da Cú Chulainn aber allein kommt, verschweigt Connla auch ihm seinen Namen und seine Herkunft, er bittet darum, einen zweiten Krieger dazuzuholen. Dies verbietet Cú Chulainn sein Stolz, so dass es zum Zweikampf kommt, in dem er seinen Sohn mit der Gae Bolga tödlich verwundet. Erst dann erkennt Cú Chulainn ihn am Ring und versöhnt sich mit ihm. Connla stirbt mit den Worten an die Ulter:
„Hätte ich nur fünf Jahre unter euch leben dürfen, so hätte ich für euch die 'Männer der Welt' bezwungen und euer Königreich bis Rom ausgedehnt.“
Eine Entsprechung mit der althochdeutschen Sage des Hildebrandsliedes ist unverkennbar. Ob es sich um einen Topos alten Sagengutes handelt, oder um eine Entlehnung von einer Sprachgruppe in die andere, ist noch umstritten. Ebenfalls einen Vater-Sohn-Konflikt mit tödlichem Ausgang erzählt die irische Sage Fingal Rónáin („Rónáns Verwandtenmord“).

## Moderne Rezeption
Der irische Dichter William Butler Yeats hat 1904 sein Drama On Baile's Strand verfasst, das diese Vater-Sohn-Tragödie zum Thema hat. Cúchulainn tötet seinen Sohn Conlœch aus Pflichtbewusstsein dem Land gegenüber und unter dem Druck des Königs Conchubar, obwohl er dessen Abstammung erkannt hat. Das Drama folgt der Überlieferung, allerdings verfällt Cúchulainn nach dem Zweikampf für einige Zeit in Wahnsinn. Der Titel des Dramas ist nach dem angeblichen Landeplatz Conlœchs, Baile na Tragha (heute Seatown, ein Vorort von Dundalk) entstanden.